# Rio Bow
O rio Bow está localizado na província de Alberta, no Canadá. Ele nasce nas Montanhas Rochosas, passa pelo Parque Nacional de Banff, pelas cidades de Canmore e Calgary e se junta ao Rio Oldman, próximo ao lago Grassy, onde formam o rio South Saskatchewan. Tem um total de 623 km. É uma importante fonte de água potável, irrigação e hidroelétrica. 
O nome Bow faz referência às canas que crescem nas suas margens e que usavam as First Nations para fabricar os seus arcos ("bows" em inglês). O nome Peigan do rio é Makhabn, que significa «rio onde crescem as sementes dos arcos».